# ぺこぱのまるスポ
『ぺこぱのまるスポ』は、朝日放送テレビで2022年1月30日から月1回、現在は毎月第1日曜11時台に放送されているスポーツバラエティ番組であり、ぺこぱの冠番組である。

## 概要
ぺこぱが関西地区において初めてMCを務めるスポーツバラエティ番組となり、放送時間の変更を経て現在は毎月第1日曜11時台に関西ローカルで放送される。
本番組は、「見る」「はじめる」「食べる」などといった「〇る」という動詞を切り口として、新たなスポーツの楽しみ方の提案と人生を豊かにするきっかけを紹介するといった内容である。
2023年6月4日の放送の際には、その直後の『スーパーベースボール・虎バン主義・阪神タイガース対千葉ロッテマリーンズ戦』（13:55ｰ16:30<17:30まで延長あり>）の関西ローカルの中継にぺこぱがロッテファンの代表としてゲスト解説を担当した。
2024年8月4日は通常枠『高校野球ふるさとの絆SP 前半戦〜あなたのおかげでここまで来れた』に加え『高校野球ふるさとの絆SP 後半戦〜あなたのおかげでここまで来れた』のタイトルで14時台にも放送。

## 出演者

### 現在（2023年10月以降）
- ぺこぱ（シュウペイ、松陰寺太勇） - MC[3]
- 小寺右子（朝日放送テレビアナウンサー、2023年10月 - ） - スタジオ進行と体験取材企画のリポーターを兼務
- 入江美沙希（ファッションモデル） - 「準レギュラー」扱いでロケ取材企画のリポートを担当
- 阿部なつき（ファッションモデル、2024年6月 - ） - レギュラー[4]

### 過去
いずれも、出演期間中は朝日放送テレビのアナウンサー。
- 東留伽（2022年1月 - 2023年9月） 
  - スタジオでの進行を担当[3]。2023年9月に朝日放送テレビを休職したため、当番組の同月（3日）放送分が、テレビ・ラジオを通じて休職前最後の出演番組になった。
  - 実際には、2024年5月までヨーロッパへ留学した後に、翌6月から復職。復職を機にアナウンス業務を再開しているが、当番組には復帰していない。
- ヒロド歩美（2022年1月 - 2023年3月）
  - ロケーションパートのアシスタント[3]で、当番組の開始前から『熱闘甲子園』（テレビ朝日との共同制作による全国高等学校野球選手権大会のダイジェスト番組）のキャスターを担当。2023年3月の朝日放送テレビ退社を機に当番組を卒業したが、翌4月からはフリーアナウンサーとして、『熱闘甲子園』のキャスターと『報道ステーション』（テレビ朝日制作）のスポーツキャスターを兼務している。

## 放送内容
| 回 | 放送日         | テーマ                          | スタジオゲスト | VTRゲスト                 | 備考 |
| -- | -------------- | ------------------------------- | -------------- | ------------------------- | ---- |
| 1  | 2022年 1月30日 | めざせ！金メダリスト&日本代表SP | 鳥谷敬         | ウルフアロン 四十住さくら |      |

## スタッフ
- テーマソング：
  - Banty Foot『For All feat. NEO HERO』（放送開始 - 2024年3月）
  - ベリーグッドマン『Wonderful Days』（2024年4月 - ）[5]
- TM：川本龍文（朝日放送テレビ）
- TD/SW：瀧晃一（朝日放送テレビ）
- VE：鹿島友樹、高野敏志
- CAM：高階一行
- LD：相澤裕一
- MIX：大山祐馬
- 美術：口井雅弘（朝日放送テレビ）
- CG：明石達也
- セットデザイン：松嶋智子、永田恵梨
- ENG：鳥居信吾、山崎崇弘
- 編集：西田陽一、田畑成章
- MA：金谷太一、安部兼一
- PR：竹内一平（朝日放送テレビ）
- 営業：木下尚哉（朝日放送テレビ）
- 制作・技術協力：アイネックス、BRIO、ライズ・アップ、PPE、一歩本舗、ディーレック
- スタイリスト：鍛冶古翔三
- 制作：吉川知仁（朝日放送テレビ）
- 構成：渡邊仁
- ディレクター：大谷亘輝・山本奈央（朝日放送テレビ）、井浦琢朗、齊藤弘晃、空口一城（一歩本舗）、中嶋聡美、川井大輔、山口忠成
- チーフディレクター：荒木拓人（朝日放送テレビ）
- プロデューサー：政野真吾、有村貴紀、池上義博、佐々木匡哉
- 制作：朝日放送テレビ スポーツ局スポーツ部
- 制作著作：ABC TV